# Rhaphium ornatum
Rhaphium ornatum är en tvåvingeart som först beskrevs av Van Duzee 1923.  Rhaphium ornatum ingår i släktet Rhaphium och familjen styltflugor. Inga underarter finns listade i Catalogue of Life.